# Sjöslaget vid Rügen
Sjöslaget vid Rügen var ett stort slag mellan den svenska och den danska flottan som utkämpades den 28 juli 1715 utanför den då svenska ön Rügen i södra Östersjön under stora nordiska kriget. Taktiskt var det oavgjort, men strategiskt blev det en dansk seger. Ingen sida förlorade några örlogsfartyg, men många sjömän stupade. Amiralerna Erik Johan Lillie och Mikael Henck var bland de 145 som dödades på den svenska sidan. Viceamiralen Just Juel stupade på den danska sidan.